# 徳茂駅
徳茂駅（とくもえき）は北京市大興区に位置する北京地下鉄8号線の駅。

## 歴史
- 2018年12月30日 - 開業[1]。

## 駅構造

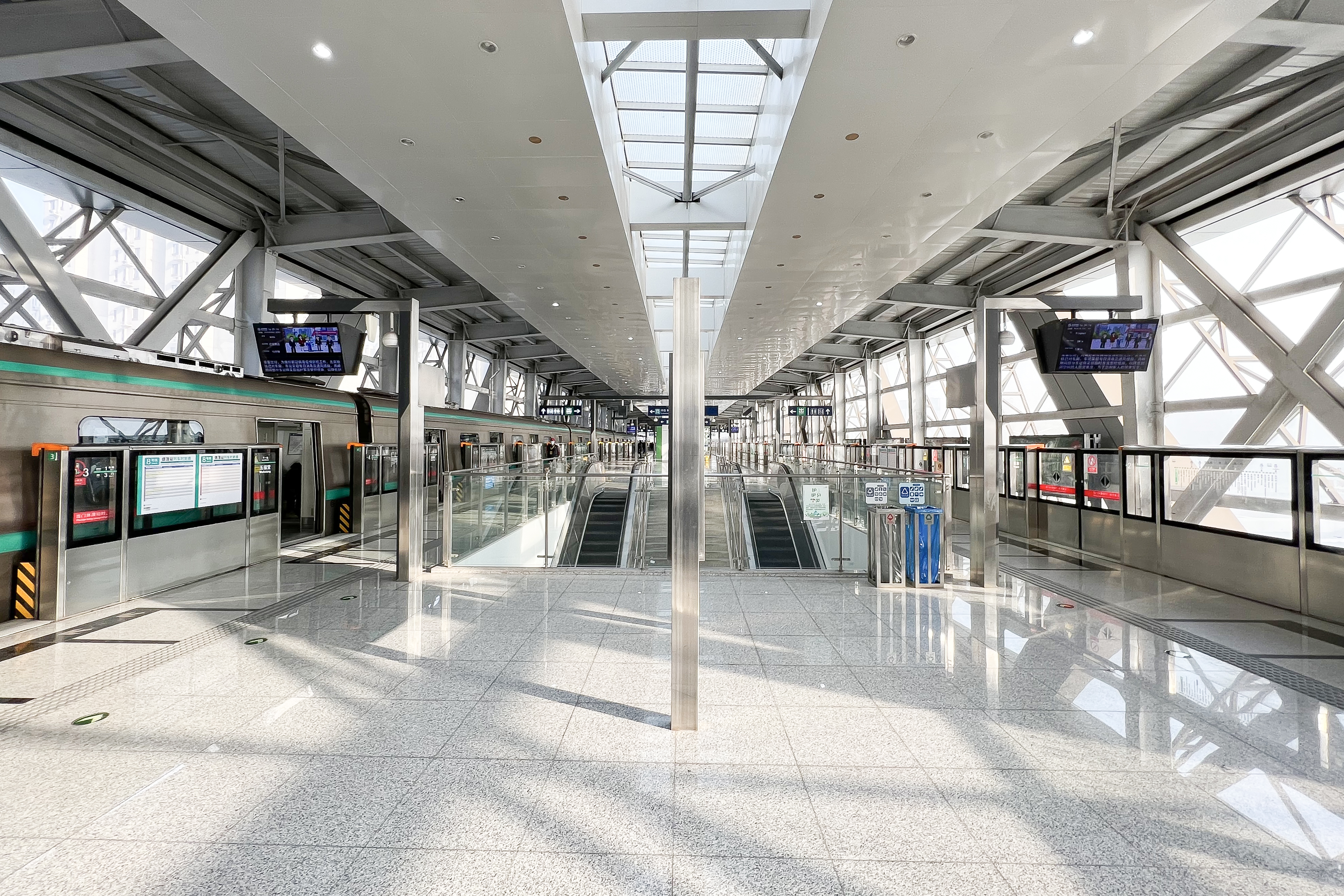
ホーム

島式ホーム1面2線を有する高架駅。

## 駅周辺
- 文錦園西区
- 花語府
- 北京南郊農業生産経営管理中心
- 北京欺普瑞電気安装工程有限公司
- 合生me悦

## 隣の駅
北京地下鉄
■8号線
五福堂駅 - 徳茂駅 - 瀛海駅